# Amphineurus nonnullus
Amphineurus nonnullus är en tvåvingeart som beskrevs av Alexander 1967. Amphineurus nonnullus ingår i släktet Amphineurus och familjen småharkrankar. Inga underarter finns listade i Catalogue of Life.